# Corte Superior de Justicia de Lima
La Corte Superior de Justicia de Lima es el tribunal de apelación cuya sede es la ciudad de Lima, capital del Perú y cuya competencia se extiende a todo el Distrito Judicial de Lima. Fue creada el 22 de diciembre de 1824 durante la dictadura de Simón Bolívar. Está compuesta por un total de 41 salas superiores que conocen en segunda instancia las sentencias expedidas por los juzgados especializados del distrito judicial.

## Historia
Fue creada el 22 de diciembre de 1824 durante el gobierno dictatorial de Simón Bolívar. Su primer fue el doctor Manuel Villarán y Barrena. Asimismo, los primeros vocales fueron Miguel Jadeo Tramategui y Ignacio Ortiz de Zevallos y Manuel de Telleria.
En 1991, la Ley Orgánica del Poder Judicial estableció en su quinta disposición transitoria que el Distrito Judicial de Lima debería ser, en los cinco años siguientes, dividido en no menos de dos ni más de cinco distritos judiciales debido a su tamaño y al volumen de la carga procesal

## Competencia territorial
Según la organización territorial inicial, las Cortes Superiores tenían competencia territorial en el departamento de su sede, el mismo que se correspondía con un determinado Distrito Judicial. Sin embargo, esta división fue modificándose paulatinamente por razones de cercanía comunicativa. En la actualidad la Corte Superior de Justicia de Lima es competente territorialmente sobre los distritos de la Provincia de Lima con excepción de aquellos que pertenecen a los distritos judiciales de Lima Norte, Lima Sur y Lima Este.

## Composición
La Corte Superior de Justicia de Lima está conformada por:
- 2 Salas Civiles
- 7 Salas Contencioso Administrativas
- 2 Salas Civiles de sub especialidad Comercial
- 4 Salas Penales para procesos con reos libres.
- 4 Salas Penales para procesos con reos en cárcel.
- 3 Salas Penales Liquidadoras
- 2 Salas Penales de Apelaciones
- 10 Salas Laborales
- 1 Sala Laboral Transitoria
- 2 Salas de Familia, y
- 2 Salas Constitucionales.

Cada Sala está conformada por tres jueces superiores que, en el Perú, reciben la denominación de "vocales superiores". La reunión de todos los vocales superiores constituyen la "Sala Plena" que es el máximo órgano deliberativo de la Corte Superior.

## Presidente de la Corte Superior
De conformidad con los artículos 38 y 45 de la Ley Orgánica del Poder Judicial, los vocales eligen un Presidente de la Corte Superior. En el caso de Lima, la elección se realiza el primer jueves del mes de diciembre cada dos años mediante votación secreta de los vocales superiores titulares.
La actual Presidenta de la Corte Superior es la doctora María Delfina Vidal La Rosa Sánchez.

## Sede
Las Salas Superiores están distribuidas en la ciudad de Lima. Sin embargo, desde la década de 1990 la sede principal de la Corte se encuentra en el Edificio Javier Alzamora Valdez ubicado dentro del centro histórico de Lima.